# Leonidas Pyrgos
Leonidas Pyrgos –en griego, Λεωνίδας Πύργος– fue un deportista griego que compitió en esgrima, especialista en la modalidad de florete. Participó en los Juegos Olímpicos de Atenas 1896, obteniendo una medalla de oro en la prueba individual profesional.

## Palmarés internacional
| Juegos Olímpicos | Juegos Olímpicos | Juegos Olímpicos | Juegos Olímpicos               |
| Año              | Lugar            | Medalla          | Prueba                         |
| ---------------- | ---------------- | ---------------- | ------------------------------ |
| 1896             | Atenas (Grecia)  | Medalla de oro   | Florete individual profesional |